# Синьцин
Синьци́н (кит. упр. 新青, пиньинь Xīnqīng, буквально: «новая молодёжь») — бывший район городского подчинения городского округа Ичунь провинции Хэйлунцзян (КНР).

## История
В первой половине XX века эти земли находились под юрисдикцией уезда Танъюань. В 1952 году был образован уезд Ичунь, и эти места вошли в его соста. В 1957 году уезд Ичунь был преобразован в городской округ, а здесь было создано Синьцинское лесничество. В 1960 году лесничество было преобразовано в район Синьцин. В 1962 году к нему был присоединён район Дунфэн, но в 1964 году он был выделен в отдельный район вновь.
В 2019 году районы Уин, Хунсин и Синьцин были расформированы, а на их землях был создан уезд Фэнлинь.

## Административное деление
Район Синьцин делится на 2 уличных комитета.
| № | Название | Название (кит.) | Статус          | Население чел. (2010) | На карте                         |
| - | -------- | --------------- | --------------- | --------------------- | -------------------------------- |
| 1 | Синьцин  | 新青街道办事处  | уличный комитет | 19944                 | 48°17′19″ с. ш. 129°31′09″ в. д. |
| 2 | Синъань  | 兴安街道办事处  | уличный комитет | 16813                 | 48°17′19″ с. ш. 129°31′09″ в. д. |

## Соседние административные единицы
Район Синьцин на севере граничит с районом Танванхэ, на западе — с районом Хунсин, на юго-западе — с районом Мэйси, на северо-востоке - с уездом Цзяинь, на востоке — с территорией городского округа Хэган.